# 弔旗
弔旗（ちょうき、英: mourning flag）
- 葬儀の際に掲げる旗、幟、ペナントなど。旗状の葬具。

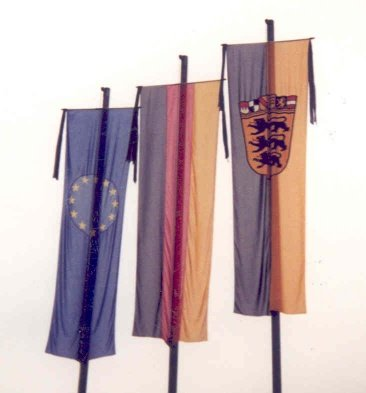
ドイツにおいて掲揚された弔旗

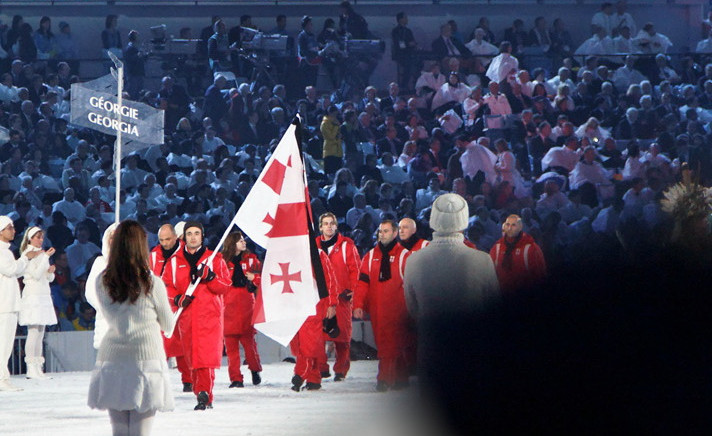
2010年バンクーバーオリンピック開会式においてジョージア選手団が掲げた弔旗

- 弔意を表すために掲揚する旗。本項で詳述する。

## 概要

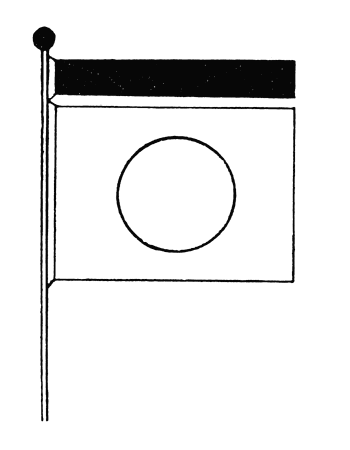
「大喪中ノ国旗掲揚方」附図

弔意を示すため、喪章（黒いリボンなど）を付けて掲揚される旗である。
弔意の表明には半旗を掲げる方法もあるが、掲揚設備の都合（ロープでの上下ではなく竿ごと立て、また竿に巻いて収納する。本来は慶事用なので、竿頭には金色の玉が付いている）などにより半旗にできない場合は弔旗とすることが多い。
一般には国旗を用いるが、州旗、市旗、学校旗、部隊旗などの組織の旗も使用される。
また、喪章の付け方は慣習（プロトコル）によるが、国または組織によっては明文化された規定が存在する。

## 日本
日本では、旗の竿頭（本来は国家的慶事や国民の祝日の際に祝意を表すため揚げるので、一般に金色の球になっている）を黒布で覆い、その下に旗の長辺長に等しい黒布を結びつけて旗を掲揚する。
基本的に「大喪中ノ国旗掲揚方」による国旗の掲揚方法に準じているが、大雑把な規定であるため、より詳細な規定を独自に定めている組織もある。
自衛隊においては、黒布について「幅10センチメートル、旗の長辺と等しい長さの黒布を2条結ぶこと」としている。
また、この方法は現在の日本政府も実施しており、明治天皇の大喪の礼以来、弔意を表す際に日本政府や機関では弔旗を掲げているところもある。

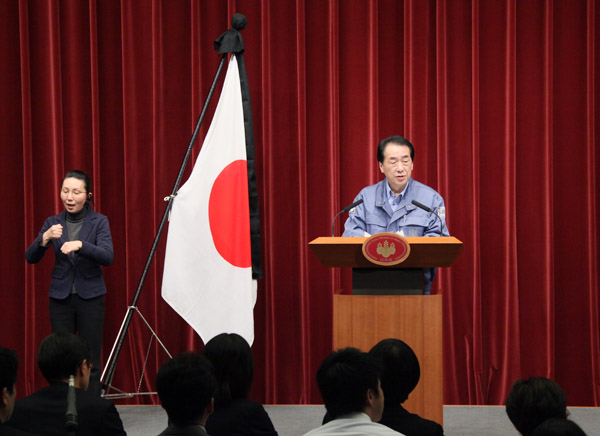
菅直人内閣総理大臣の会見にて、東日本大震災の発生により掲げられている弔旗

昭和天皇の崩御・大喪の礼の際や東日本大震災の発生後の約1ヶ月間（首相の会見の際に会見台に掲げられている日本国旗は弔旗であった）などでは、主な国家機関では弔旗にしているところもあった。

## アメリカ合衆国
アメリカ合衆国では、旗竿の頂点に黒いリボンを結びつけて、2条の帯がなびくように掲揚する。リボンの長さは無風時に旗より下がらないようにする。

## チェコ

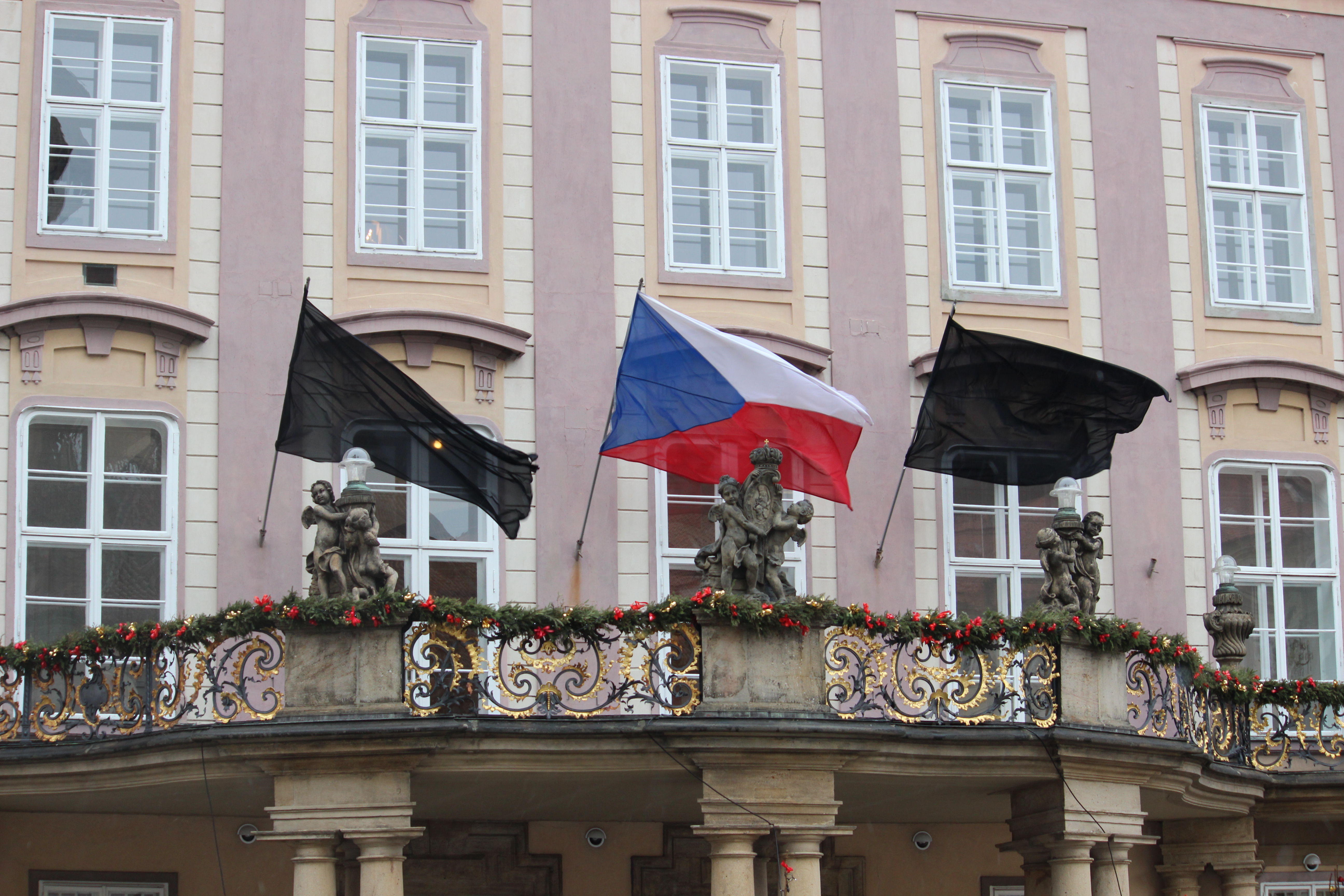
プラハ城に掲げられた弔旗

チェコでは、多数の旗竿が並び、多数の国旗を同時に掲揚する場所では、旗竿の半分に国旗の代わりに、国旗と同じ大きさの黒一色の旗を弔旗として掲揚する。
ヴァーツラフ・ハヴェル前大統領の国葬ではプラハ城の中で多数を並べて設置している旗竿の半分に国旗の代わりに黒の旗が掲げられた。